# Riano (Italia)
Riano è un comune italiano di 10 422 abitanti della città metropolitana di Roma Capitale nel Lazio.

## Geografia fisica

### Territorio
Riano è situato su un rialzo tufaceo, a 125 m s.l.m. di altezza. Il territorio, con i suoi 25,35 km², comprende anche una parte del Parco Regionale di Veio.
Il comune ha una buona visuale del fiume Tevere, che per un breve tratto ne segna il confine.
Confina con Castelnuovo di Porto a nord, con Monterotondo ad est, a sud con Roma, e con Sacrofano ad ovest.

### Clima
| [ 4 ]                              | Mesi  | Mesi   | Mesi | Mesi   | Mesi   | Mesi   | Mesi   | Mesi   | Mesi  | Mesi | Mesi | Mesi  | Stagioni | Stagioni | Stagioni | Stagioni | Anno |
| [ 4 ]                              | Gen   | Feb    | Mar  | Apr    | Mag    | Giu    | Lug    | Ago    | Set   | Ott  | Nov  | Dic   | Inv      | Pri      | Est      | Aut      | Anno |
| ---------------------------------- | ----- | ------ | ---- | ------ | ------ | ------ | ------ | ------ | ----- | ---- | ---- | ----- | -------- | -------- | -------- | -------- | ---- |
| T. max. media (°C)                 | 12    | 13     | 15   | 18     | 23     | 27     | 30     | 30     | 27    | 22   | 16   | 13    | 12,7     | 18,7     | 29       | 21,7     | 20,5 |
| T. min. media (°C)                 | 3     | 4      | 5    | 8      | 11     | 15     | 17     | 18     | 15    | 11   | 7    | 4     | 3,7      | 8        | 16,7     | 11       | 9,8  |
| Precipitazioni (mm)                | 103   | 99     | 68   | 65     | 48     | 34     | 23     | 33     | 68    | 94   | 130  | 111   | 313      | 181      | 90       | 292      | 876  |
| Umidità relativa media (%)         | 77    | 75     | 72   | 73     | 71     | 68     | 67     | 66     | 69    | 74   | 78   | 78    | 76,7     | 72       | 67       | 73,7     | 72,3 |
| Eliofania assoluta (ore al giorno) | 4     | 5      | 5    | 7      | 9      | 10     | 11     | 10     | 8     | 6    | 4    | 4     | 4,3      | 7        | 10,3     | 6        | 6,9  |
| Vento (direzione-m/s)              | SSE 9 | SSW 16 | W 16 | WSW 16 | WSW 16 | WSW 16 | WSW 16 | WSW 16 | WSW 9 | W 9  | S 9  | NNE 9 | 11,3     | 16       | 16       | 9        | 13,1 |

## Storia
La prima notizia che si ha del Castrum Raiani è dell’anno 1159, quando, già appartenente a Giovanni di Ronzone (o Roncione) e Berardo, suo fratello minore, abitanti a Roma nel luogo detto il monte di Johannes Roncionis, questi donarono la località con il castello e con tutte le sue pertinenze a papa Adriano IV.
Agli inizi del secolo XIII, nel 1203, Riano era tra le località che Innocenzo III confermava e donava all'abbazia di San Paolo fuori le mura. Non è chiaro se tale donazione era da intendere per intero, perché probabilmente la porzione ceduta dai fratelli de Rontionis ad Adriano IV era stata ceduta alla famiglia Vezzosi. Pierluigi Galletti, nel suo lavoro su Capena e la terra Collinense, cita un atto esistente nell’archivio del monastero di San Paolo, dal quale si apprende che nel 1259 il monastero comprò la parte del Castrum Raiani spettante a Iacopo de Vezzosi e suoi parenti. Nel 1268, per pagare la somma per tale acquisto, dovette vendere il casale di Fiorano al monastero di Santa Balbina.
Nel 1393 Riano risultava tornata ad essere dipendente dalla abbazia di San Paolo e successivamente a causa dei numerosi conflitti che turbarono Roma e i dintorni la località ne subì pesantemente gli effetti che dovette essere in gran parte riedificato.
Nel 1527, il monastero di San Paolo per poter far fronte alle imposizioni dovute alle truppe imperiali da papa Clemente VII, dovette vendere la località con tutte le sue pertinenze a Luigi Gaddi per 20.000 ducati. Solo due anni dopo tuttavia tornò in potere del monastero per 20.000 scudi. 
A causa di nuove necessità fu nuovamente ceduto nel 1531 a Francesco Spinola per ducati 12.000: i discendenti dello Spinola nel 1538 lo venderono ai Gaddi per la seconda volta per 16.000 ducati. 
Nel 1570 il cardinale Pierdonato Cesi lo comprò per il nipote Emilio, da Silvia ed Antonia Gaddi, eredi di Luigi, alla cui famiglia nel ramo dei duchi di Acquasparta rimase per passare successivamente ai Ludovisi-Boncompagni principi di Piombino.
Nel 1924 il corpo di Giacomo Matteotti fu ritrovato il 16 agosto, tra le 7:30 e le 8 del mattino, dal cane di un brigadiere dei Carabinieri in licenza, Ovidio Caratelli nella macchia della Quartarella.

### Simboli
Lo stemma e il gonfalone sono stati riconosciuti con decreto del capo del Governo del 3 maggio 1940.
Nello stemma comunale è raffigurato, sullo sfondo di campo di cielo, san Giorgio a cavallo nell'atto di uccidere il drago. Il gonfalone è un drappo di azzurro.

## Monumenti e luoghi d'interesse

### Architetture civili
- Monumento in onore di Giacomo Matteotti, eretto sul luogo in cui Velia Titta "si recava spesso a pregare e a deporre fiori".[8]

### Architetture militari
- Castello Ruspoli[9].

### Architetture religiose
- Chiesa di san Gabriele dell'Addolorata.
- Chiesa della beata vergine Maria madre della chiesa, nella frazione di La Rosta.
- Chiesa dell'immacolata concezione.
- Chiesa di san Giuda Taddeo.
- Chiesa di san Giorgio.

### Aree naturali
- Parco regionale di Veio

## Società

### Evoluzione demografica
Abitanti censiti

## Cultura

### Cinema
Nel 1985 sopra la cava di pian dell'Olmo al 10 km della via Tiberina fu ricostruita su una montagnola l'abbazia che si può vedere nel film Il nome della rosa. Come ha testimoniato in un filmato lo scenografo Dante Ferretti, l'abbazia fu costruita nei pressi di Riano e fu smantellata appena terminate le riprese. Sulla montagnola è rimasto solo un rudere di epoca medioevale, da cui è visibile un ampio panorama di Roma Nord.

## Infrastrutture e trasporti

### Ferrovie
La stazione di Riano si trova sulla ferrovia Roma-Civita Castellana-Viterbo, gestita da ASTRAL. Il servizio ferroviario è operato da Cotral.
Fra il 1906 e il 1932 Riano era servita da una fermata della tranvia Roma-Civita Castellana, antesignana dell'attuale ferrovia, gestita dalla Società Romana per le Ferrovie del Nord (SRFN).

## Amministrazione
Dal 1816 al 1870 fece parte della Comarca di Roma, una suddivisione amministrativa dello Stato Pontificio.

### Altre informazioni amministrative
- Dal 2013 ha aderito alla Conferenza dei sindaci dell'area Tiberina/Flaminia/Cassia.
- Dal 2015 fa parte del Consorzio intercomunale dei servizi e interventi sociali Valle del Tevere[12] insieme ad altri 16 comuni ricandenti nel distretto sociosanitario 4 della ASL Roma 4.

## Sport

### Calcio
- A.S.D. Roma City FC che, dal campionato 2023-24, milita nel campionato maschile di Serie D. Si trova fuori dal comune di Riano ed è considerato una rivale del S.S.D. Riano Calcio.
- S.S.D. Riano Calcio che, nel campionato 2023-24, milita nel campionato maschile di Promozione.La vera squadra di Riano è questa. è importante per la grinta dei giocatori soprattutto quella dei ragazzi e i trofei vinti anche molto lontano dalla sede. Il campo sportivo si chiamo Nicola Urbani ed è stato ristrutturato da poco. La sede possiede due campi uno a 11 e uno a 7 ,una tribuna , un bar, spogliatoi e un gran parcheggio.Negli ultimi anni hanno trionfato la categoria 2013 arrivando primi a Tortoreto, primi ad un torneo locale , secondi all Abruzzo Cup e sesti al torneo del Mar Adriatico

### Pallacanestro
Nella frazione di La Rosta, vicino al parco e alla scuola elementare,si trova il palazzetto comunale, dove vengono ospitate le partite della A.S.D. Lazio Riano, militante nella serie C Dilettanti.